# آنتن قوطی

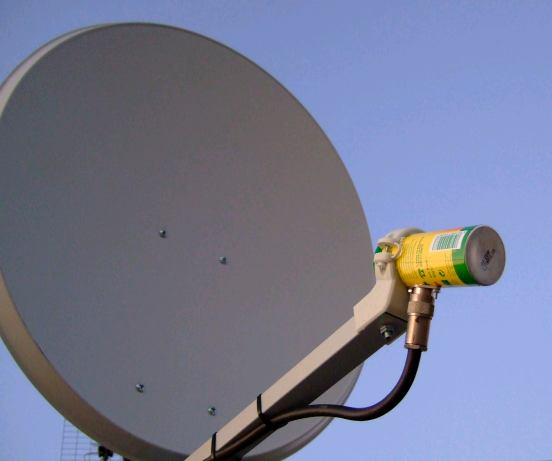
آنتن قوطی‌ ۵٫۵ گیگاهرتز به عنوان یک شیپوری تغذیه

آنتن قوطی (به انگلیسی: Cantenna) یا کانتن، یک آنتن موجبر جهت‌دار خانگی است که از یک قوطی فلزی با انتهای باز ساخته شده‌است.
آنتن قوطی‌‌ها معمولاً برای افزایش برد (یا کشف) شبکه‌های وای‌فای استفاده می‌شوند.

## ساختمان
اگرچه برخی از طرح‌ها بر اساس قوطی چیپس سیب زمینی پرینگلز هستند، این لوله برای افزایش ۲٫۴ سیگنال گیگاهرتز با مقدار مفید بسیار باریک است. اگرچه در ۵ گیگاهرتز است تقریباً اندازه مناسبی خواهد داشت. با این حال، یک آنتن قوطی‌ می‌تواند از قوطی‌ها یا لوله‌های مختلف با قطر مناسب ساخته شود. برخی از طرح‌ها شامل پایه برای بالا بردن آنتن قوطی‌ هستند.

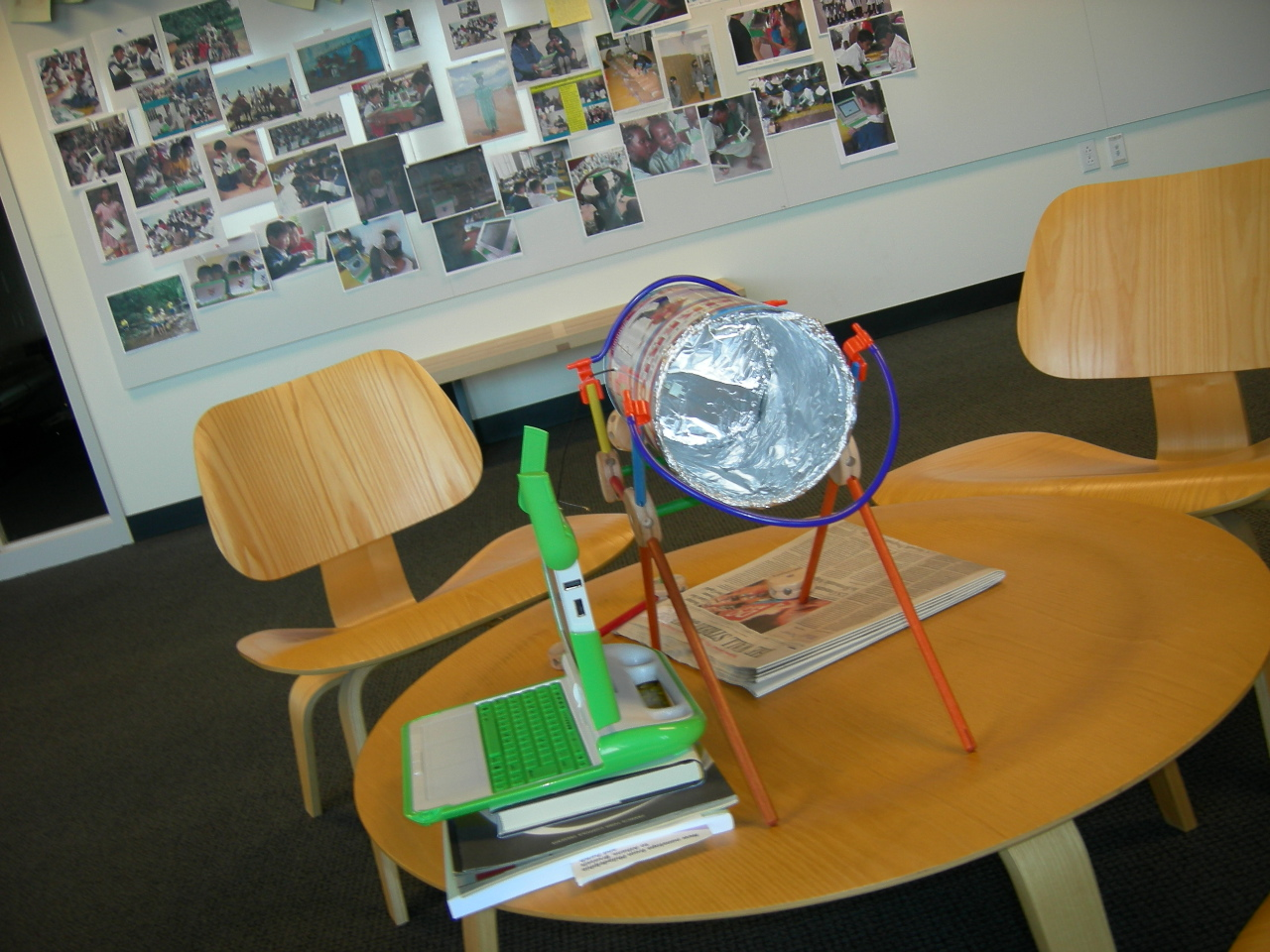
یک آنتن قوطی‌ روی لپ‌تاپ OLPC

آنتن قوطی‌‌ها را می‌توان با سایر دستگاه‌های آراِف مانند دوربین‌های امنیتی بی‌سیم استفاده کرد.

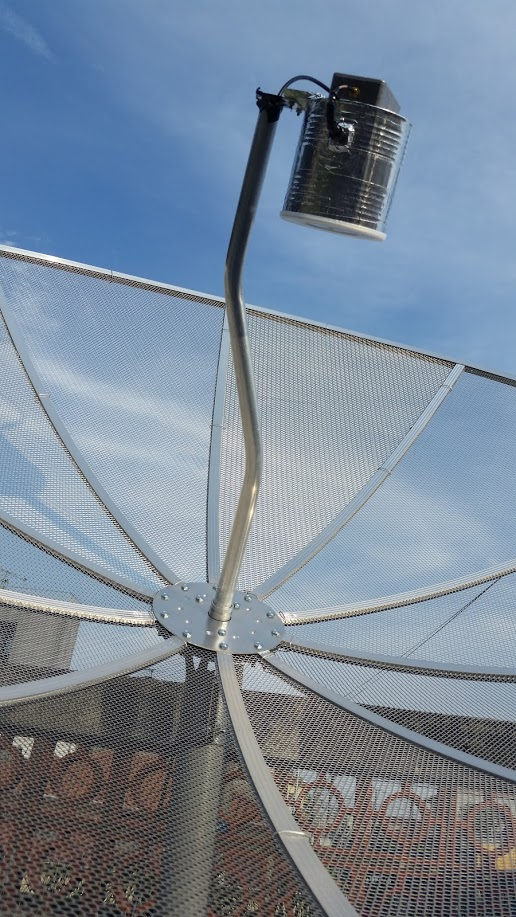
یک آنتن قوطی‌